# Jan Corneliszoon Rijp
Jan Corneliszoon Rijp, né en 1570 en Noordholland et mort après 1613, est un navigateur néerlandais.

## Biographie
Il commande l'un des navires de l'expédition de 1596 de Jacob van Heemskerck et Willem Barents dans l'Arctique,. Il découvre le Spitzberg avec Barents et lui donne son nom mais, à la différence de Barents, il décide de ne pas franchir les glaces de la Nouvelle-Zemble et fait demi-tour. 
En 1597, il sauve à la péninsule de Kola, quelques rescapés de l'équipage de Barents, survivants de l'hivernage qui coûta la mort à leur capitaine.
Il est répertorié comme marchand à Amsterdam en 1613 dans un document qui précise qu'il a alors 43 ans. La dernière trace de lui est à Delft où il finit peut-être sa vie.